# Битка при Мидуей
Битката при атола Мидуей се състои на 4 юни 1942 година и е една от най-значителните морски битки на Втората световна война. Флотът на САЩ побеждава обединения флот на Япония, който атакува атола Мидуей. Битката бележи повратен момент във войната в Тихия океан. Военноморските сили на Япония губят четири тежки самолетоносача, 250 самолета и най-добрите си пилоти, с което загубват възможностите си да действат извън зоната на прикритие на бреговата авиация.

## Преди битката
Макар и да няма единно мнение за причините, накарали японците да атакуват атола Мидуей, се приема че от страна на японския флот целта на операцията е била унищожаването на американските самолетоносачи и окончателното разгромяване на тихоокеанския флот на САЩ. За изпълнение на операцията са сформирани няколко военноморски съединения с общо около 200 кораба под главнокомандването на адмирал Исоруко Ямамото. Те включват 11 линейни кораба, 8 самолетоносача, 22 крайцера, 65 миноносеца, 21 подводници и 15 транспортни кораби с 5000 десантчици. По план десантът на Мидуей трябва да бъде извършен рано сутринта на 7 юни. Американците разполагат в района на Мидуей с 3 самолетоносача, 13 крайцера, 28 разрушителя и 19 подводници под командването на адмирал Честър Нимиц.
Разшифроването на японските радиосъобщения от американците се оказва решаващо за изхода на сражението. Това дава възможност на американското командване да знае предварително придвижването на японските кораби и тяхната крайна цел. Освен това американците разполагат и с радиолокационни системи, каквито японците нямат на корабите си. Подценяването на противника и неоправданата твърда убеденост на японците, че той ще бъде изненадан, са главна причина за поражението им.

## Ход на сражението
На разсъмване на 4 юни японските палубни самолети бомбардират базата на Мидуей и нанасят сериозни поражения на бреговите укрепления и на летището. Когато японските самолети се връщат на корабите си за да се превъоръжат с бомби (за наземни цели) за повторна атака, са открити американските самолетоносачи. Командващият основното японско авионосно съединение адмирал Чуичи Нагумо взема решение да нанесе удар по американските кораби. Това налага самолетите да се превъоръжат с торпеда.
Американците нападат японците с торпедоносците „Девъстейтър“ (Douglas TBD Devastator) от самолетоносачите „Ентърпрайз“ и „Хорнет“. Японците свалят 35 от 41 торпедоносци и нито едно торпедо не попада в целта. Атаката им обаче заангажира вниманието на японските изтребители и те не забелязват групата от 37 пикиращи бомбардировачи „Дъглас SBD Донтлес“, които атакуват японските кораби от височина около шест хиляди метра без да срещнат сериозна съпротива. В резултат на атаката са засегнати тежко самолетоносачите „Акаги“, „Кага“ и „Сорю“, на палубите на които са струпани много бомби и торпеда, с които се превъоръжават самолетите. Те се запалват и в резултат на силните експлозии „Кага“ и „Сорю“ потъват още същата вечер.
Самолетите от оцелелия японски самолетоносач „Хирю“ двукратно атакуват американския самолетоносач „Йорктаун“, който е улучен фатално, но остава на вода. В същото време втора вълна от американски самолети атакува „Хирю“, който също се подпалва и по-късно потъва. Безнадеждно повреденият „Акаги“ е потопен с торпеда от японците сутринта на 5 юни, за да не попадне в плен на американците.
На 5 и 6 юни американската подводница „Тембор“ и американски самолети атакуват последователно японските тежки крайцери „Микума“ и „Могами“, които се сблъскват. „Микума“ е потопен, а „Могами“ получава тежки повреди, но успява да се добере до пристанище.
На 6 юни японската подводница J-168 забелязва горящия „Йорктаун“, около който патрулират няколко ескадрени миноносци. Тя изстрелва четири торпеда. Две от тях се забиват в самолетоносача и той се преобръща. Третото торпедо разсича разрушителя „Хамън“ на две и той също потъва. Това са единствените американски кораби, потопени в сражението.
Загубвайки 4 тежки самолетоносача, главнокомандващият японския флот адмирал Ямамото се отказва от борбата, макар че под негово командване остават повече от 100 бойни кораба и е могъл да формира едно ново авионосно съединение със значителна ударна сила.

## Резултати
По време на сражението край Мидуей японските и американските линейни кораби и крайцери не дават нито един изстрел от тежката си артилерия, тъй като са на разстояние няколкостотин километра един от друг. Борбата се води само от самолетите.
Загубите на японците възлизат на 4 тежки самолетоносача, 1 тежък крайцер, 250 самолета и около 2500 души, сред които и най-опитните пилоти на японската палубна авиация. Американците губят 1 тежък самолетоносач, 1 разрушител, 150 самолета, 307 души. Япония губи завинаги инициативата в Тихия океан и е принудена да премине към отбрана.
Битката при Мидуей показва, че самолетоносачът става основен боен кораб и самолетите му решават изхода на сраженията.